# Первое Мая (Джалал-Абадская область)
Первое Мая (кирг. Биринчи Май) — село в Базар-Коргонском районе Джалал-Абадской области Кыргызстана. Входит в состав Кенешского айылного аймака.

## География
Село расположено в юго-восточной части области, на правом берегу реки Кара-Ункюр, на расстоянии приблизительно 8 километров (по прямой) к северо-востоку от города Базар-Коргон, административного центра района. Абсолютная высота — 799 метров над уровнем моря.

## Население
Согласно оценочным данным Национального статистического комитета Кыргызской Республики, численность населения села на начало 2023 года составляла 5846 человек.
| год     | 2009 | 2014 | 2015 | 2020 | 2021 | 2023 |
| ------- | ---- | ---- | ---- | ---- | ---- | ---- |
| человек | 4022 | 4617 | 4496 | 5394 | 5518 | 5846 |